# Brás Pires
Brás Pires es un municipio brasilero del estado de Minas Gerais. Su población estimada en 2004 era de 4733 habitantes.